# Walter Gaudnek
Walter Gaudnek (* 1. Juli 1931 in Fleyh, Tschechoslowakei; † 23. Oktober 2022 in Orlando, Florida) war ein deutscher moderner Künstler und Kunstprofessor an der University of Central Florida in Orlando. Gaudnek gehörte seit den 1970er Jahren zu den Hauptvertretern der Pop-Art. Er griff als einziger Pop-Art-Künstler auch religiöse Themen (z. B. Kreuzweg in St. Michael in Schweinfurt) auf.

## Leben und Werk
Gaudnek wurde am 1. Juli 1931 in Fleyh (Tschechoslowakei) geboren. Durch die Vertreibung verlor er 1946 seine sudetendeutsche Heimat. 1947 besuchte er die Realschule in Schrobenhausen, 1948 bis 1951 die damalige Oberrealschule in Ingolstadt (heute Christoph-Scheiner-Gymnasium). 1951 besuchte er die Blocherer Schule für freie und angewandte Kunst in München. Nach einem Jahr wechselte er an die Akademie der Bildenden Künste München. 1953 gründete er zusammen mit H. E. Gabriel die Neue Galerie in Ingolstadt und weitere in München. Von 1957 bis 1959 studierte er an der University of California. 1968 promovierte Gaudnek an der New York University mit dem Thema „Die symbolische Bedeutung des Kreuzes in der amerikanischen Malerei der Gegenwart“. Die Beschäftigung mit religiösen Themen durchzieht sein Werk.
Ab 1970 war er Professor an der University of Central Florida für Malerei, Grafikdesign, Kunstgeschichte und Kunstwissenschaft.
1994 wurde Gaudnek der Sudetendeutsche Kulturpreis für bildende Kunst und Architektur verliehen. 1998 wurde er zum ordentlichen Mitglied der Sudetendeutschen Akademie der Wissenschaften und Künste, Klasse der Künste und Kunstwissenschaften, berufen. 2011 wurde Gaudnek mit der Bürgermedaille des Marktes Altomünster ausgezeichnet.
Am 23. Oktober 2022 starb er im Alter von 91 Jahren in Orlando, Florida.

## Gaudnek-Museum

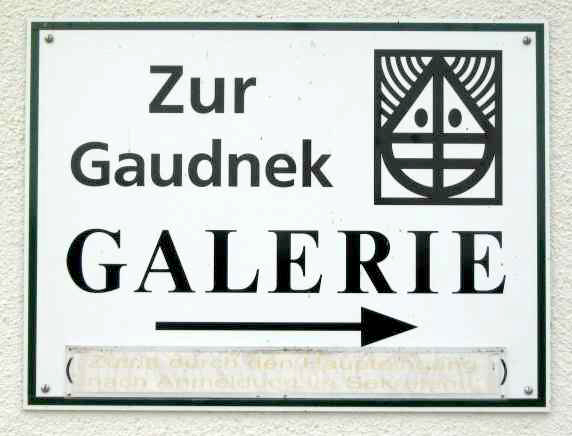
Galerie in der VS-Altomünster

Das Gaudnek Europa Museum (GEM) in Altomünster besteht seit 1999. In drei Etagen stellt Gaudnek rund 400 seiner Bilder und Skulpturen aus. Das Museum zeigt eine Sammlung von Gemälden, Zeichnungen, Aquarellen, Collagen, Assemblagen, Objekten, Skulpturen, Druckgrafik, das „Theater aus dem Koffer“, ein Archiv mit Fotos und Dokumenten aus den Jahren 1949–2005. 2013 wurde die Ausstellung „Hexen und Heilige“ eröffnet.
Auch in der Galerie im Treppenhaus der Grund- und Mittelschule Altomünster sind viele Pop-Art-Werke Gaudneks zu sehen.